# هنري إس. تانر
هنري إس. تانر (بالإنجليزية: Henry Samuel Tanner)‏ هو طبيب أمريكي، ولد في 7 فبراير 1831 في إنجلترا في المملكة المتحدة، وتوفي في 28 ديسمبر 1918 في سان دييغو في الولايات المتحدة.